# DNIX
DNIX (original stavning: D-Nix) er et operativsystem produceret af det svenske firma Dataindustrier AB (DIAB).
| Operativsystem | Spire Denne artikel relateret til styresystemer er en spire som bør udbygges. Du er velkommen til at hjælpe Wikipedia ved at udvide den. |